# Distrito de Radomsko
Radomsko (polaco: powiat radomszczański) es un distrito (powiat) del voivodato de Łódź (Polonia). Fue constituido el 1 de enero de 1999 como resultado de la reforma del gobierno local de Polonia aprobada el año anterior. Limita con otros seis distritos: al norte con Bełchatów y Piotrków, al este con Końskie y Włoszczowa, al suroeste con Częstochowa y al oeste con Pajęczno; y está dividido en catorce municipios (gmina): uno urbano (Radomsko), dos urbano-rurales (Kamieńsk y Przedbórz) y once rurales (Dobryszyce, Gidle, Gomunice, Kobiele Wielkie, Kodrąb, Ładzice, Lgota Wielka, Masłowice, Radomsko, Wielgomłyny y Żytno). En 2011, según la Oficina Central de Estadística polaca, el distrito tenía una superficie de 1442,61 km² y una población de 116 815 habitantes.
En el municipio rural de Kobiele Wielkie se encuentra el pueblo de Brzezinki.